# Soriba Kouyaté
Soriba Kouyaté (1963–2010) était un musicien sénégalais de kora. Il est né le 23 décembre 1963 à Dakar et est le fils du joueur de kora Mamadou Kouyaté.
Il a joué avec des musiciens de renom tels que Youssou N'Dour, Salif Keita, Peter Gabriel, Dizzy Gillespie, Harry Belafonte, Diana Ross, Ray Lema et le Kora Jazz Trio.
Au sein du Kora Jazz Trio, il avait remplacé Djeli Moussa Diawara et venait d'enregistrer un nouvel album avec le groupe.
Kouyaté est mort d'une crise cardiaque à 46 ans à Jouarre.

## Discographie[3]
- Djigui (1995)
- Kanakassi (1999)
- Bamana (2001)
- Spirits Of Rhythm (2002), invité
- Live in Montreux (2003), ACT